# Миллер, Оскар фон

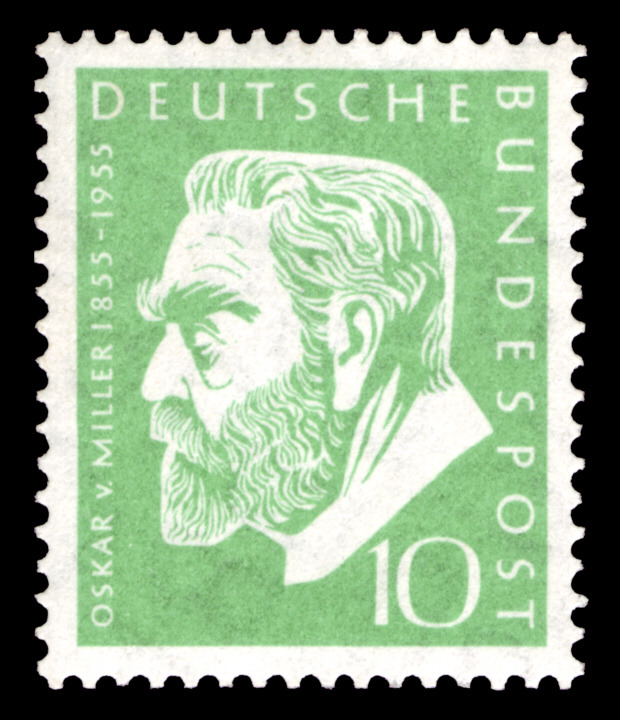
Почтовая марка ФРГ, посвящённая 100-летию со дня рождения О.фон Миллера (1955)

Оскар фон Миллер (нем. Oskar von Miller; 7 мая 1855, Мюнхен — 9 апреля 1934, Мюнхен) — немецкий инженер-строитель, изобретатель, один из пионеров в гидроэнергетике. Основатель крупнейшего в мире технического Немецкого музея.

## Биография
Оскар Миллер родился в семье литейщика, первого инспектора Королевских литейных мастерских в Мюнхене, Фердинанда фон Миллера (1813−1887). В 1875 году отец Оскара и вся его семья были возведены в дворянское сословие. Образование строительного инженера получил в Высшей технической школе Мюнхена. В 1875 оскар знакомится и становится дружен с Рудольфом Дизелем. После успешного окончания учёбы поступает в баварское министерство строительства. В 1881 году молодой инженер посещает в Париже Международную выставку по использованию электричества. Миллер намерен рассмотреть возможности гидроэнергетики в Баварии. В 1882 он организует в Мюнхене первую в Германии электротехническую выставку. На этой выставке фон Миллеру и работавшему с ним Марселю Депре удалось впервые передать электроэнергию по линии в 60 километров — из Мизбаха на Мюнхен. В 1883−1889 годах О. фон Миллер является директором (совместно с Эмилем Ратенау) «Германского эдисоновского общества» (ныне — фирма AEG). Планы его по развитию гидроэнергетики первоначально не нашли поддержки у баварского правительства. В 1884 он строит в Мюнхене первую в Германии электростанцию. В том же году Оскар женится на художнице Марие Зейц, от которой имел семерых детей.
В 1890 году О. фон Миллер открывает собственную инженерную фирму, работавшую преимущественно над проектами в области энергетики. В 1891 он возглавляет руководство проводившейся во Франкфурте-на-Майне «Международной электротехнической выставки». Здесь ему удалась передача электрического тока напряжением в 20.000 вольт на расстояние в 176 километров, что стало сенсацией в области применения переменного тока. В 1892 году вводится в строй построенная по проекту Миллера гидроэлектростанция в Шёнгайсинге, обеспечившая электроэнергией соседний город Фюрстенфельдбрук — первый город в Баварии, получивший электрическое уличное освещение. Эта электростанция находится до сих пор в рабочем состоянии и является охраняемым государством памятником.
В 1903 году фон Миллер добивается разрешения на строительство Немецкого музея техники в Мюнхене. В этом ему помогают многие учёные мирового значения — Макс Планк, Гуго Юнкерс, Вильгельм Конрад Рентген. Первый камень в основание музейного комплекса заложил германский император Вильгельм II. Строительство музея продолжалось длительное время; открыт он был к 70-летию О. фон Миллера в 1925 году. В 1918—1924 годах он руководил строительством крупнейшей тогда в мире гидроэлектространции Вальхензее. Являлся также основателем научно-исследовательского и проектного института по водному хозяйству в баварском Обернахе (ныне «Versuchsanstalt für Wasserbau und Wasserwirtschaft, Oskar von Miller Institut»). В 1912-1914 годах он был председателем «Союза германских инженеров».
Скончался вследствие инфаркта вскоре после смерти в результате насчастного случая своей жены.

## Признание
О. фон Миллер был лауреатом многочисленных премий и наград, почётным гражданином города Мюнхен (1930), членом Королевского совета Баварии, почётным доцентом Высшей технической школы Вены. В 1921 получил Медаль Вильгельма Экснера, в 1925 был награждён Золотой медалью города Мюнхена и Медалью Кармарша, в 1927 — кольцом Сименса. Его именем названы улицы Мюнхена, Франкфурта-на-Майне, Нюрнберга, Аугсбурга, Кайзерслаутерна, Швейнфурта и ряда других городов Германии. Имя Оскара фон Миллера носит сверхчувствительная метеостанция в Исследовательском центре Гархинг в пригороде Мюнхена. Бюст О. фон Миллера установлен в Зале славы города Мюнхен.